# Makhado
La municipalité locale de Makhado est le nom d'une municipalité sud-africaine située dans le district municipal de Vhembe dans la province de Limpopo. Son chef-lieu est la ville de Louis Trichardt.
La municipalité de Louis Trichardt a été créée en 2000, regroupant la ville de Louis Trichardt et plusieurs villages et townships de la région, et prit alors le nom de Makhado. 
Lors des élections municipales de 2011, le Congrès national africain remporte 86 % des voix et 64 des 75 sièges du conseil municipal devant l'Alliance démocratique (6,69 % et 5 sièges).

## Historique
La municipalité originelle de Louis Trichardt fut créée le 31 octobre 1934 (Louis Trichardt Town Council). Son périmètre fut modifié après 1995 et de nouveau délimité. L'actuelle municipalité a été créée sur cette base en 2000 sous le nom de Makhado incluant les villes et localités de Louis Trichardt, Vleifontein, Waterval, Dzanani, Nzhelele, Tshipise, Elim, Tshitale, Hlanganani, Levubu, Vuwani, Alldays, Buysdorp et Bandelierkop.

## Périmètre de la Municipalité de Makhado
La municipalité locale de Makhado regroupe la ville de Louis Trichardt avec les villages, townships et lieux-dits de son agglomération et des zones rurales environnantes. 
| Lieux           | Code postal | Superficie (km2) | Population | Langue dominante |
| --------------- | ----------- | ---------------- | ---------- | ---------------- |
| Bungeni         | 90801       | 20,67            | 18 192     | Tsonga           |
| Davhana         | 90802       | 60,93            | 6 361      | Venda            |
| Dzanani         | 90803       | 650,70           | 75 746     | Venda            |
| Funyufunyu      | 90804       | 2,86             | 3 580      | Venda            |
| Hlanganani      | 90805       | 181,14           | 11 156     | Venda            |
| Khomanani       | 90806       | 17,45            | 14 337     | Tsonga           |
| Kutama          | 90807       | 150,44           | 24 688     | Venda            |
| Louis Trichardt | 90808       | 21,18            | 11 014     | Afrikaans        |
| Madombidzha     | 90809       | 0,39             | 806        | Venda            |
| Madzivhandila   | 90810       | 9,77             | 13 051     | Venda            |
| Maelula         | 90811       | 2,80             | 5 652      | Venda            |
| Magadani        | 90812       | 1,59             | 1 875      | Venda            |
| Makushu         | 90814       | 0,69             | 1 207      | Venda            |
| Masakona        | 90815       | 73,39            | 7 033      | Venda            |
| Mashamba        | 90816       | 89,76            | 13 898     | Venda            |
| Mashau          | 90817       | 71,04            | 24 794     | Venda            |
| Masia           | 90818       | 120,31           | 8 689      | Venda            |
| Mkhensani       | 90819       | 12,68            | 16 210     | Tsonga           |
| Mudimeli        | 90820       | 1,82             | 3 055      | Venda            |
| Muila           | 90821       | 5,63             | 5 006      | Sotho du nord    |
| Mukhari         | 90822       | 24,49            | 20 007     | Tsonga           |
| Mulambilu       | 90823       | 2,78             | 3 307      | Venda            |
| Mulima          | 90824       | 288,99           | 17 245     | Venda            |
| Ndouvhada       | 90825       | 1,66             | 1 427      | Venda            |
| Nesengani       | 90826       | 7,89             | 12 235     | Venda            |
| Nthabalala      | 90827       | 161,96           | 15 665     | Venda            |
| Rabali          | 90828       | 6,20             | 8 701      | Venda            |
| Ramalamula      | 90829       | 36,48            | 5 924      | Venda            |
| Ribungwani      | 90830       | 4,93             | 3 071      | Tsonga           |
| Rungulani       | 90831       | 6,05             | 7 043      | Tsonga           |
| Sinthumule      | 90832       | 72,28            | 47 472     | Venda            |
| Soutpansberg    | 90833       | 18,81            | 7 512      | Tsonga           |
| Tiyani          | 90834       | 11,75            | 11 620     | Tsonga           |
| Tshikota        | 90835       | 42,88            | 4 099      | Venda            |
| Tshimbupfe      | 90836       | 107,89           | 17 538     | Venda            |
| Tshiovhe        | 90837       | 3,93             | 2 770      | Venda            |
| Vuwani          | 90838       | 13,58            | 19 770     | Venda            |
| Zone rurale     | 90813       | 6 262,90         | 25 319     | Tsonga           |

## Liste des maires

### Louis Trichardt
- Johannes (Jan) Thomas Andreas Verschuur
- Jacob Hirschon, maire en 1939
- Petrus (Piet) Hendrik Carel de Vaal (1923-2013), maire au début des années soixante
- Dr. J.A.B. Jansen van Rensburg, maire en 1983
- Daan Nel, maire (parti conservateur) de 1988 à 1989
- Louis Holtzhausen, maire (parti conservateur) de 1989 à 1991
- Johannes Frederick Moolman, maire de 1991 à 1996
- Patrick Sikhutshi, maire de 1996 à 2000

### Makhado
- Brighton Tlakula, maire de 2001 à 2003
- Rhulani Nkuzana, maire de 2003 à 2006
- Glory Mashaba, maire de 2006 à 2008
- Mavhungu Luruli, maire de 2008 à 2012
- David Mutavhatsindi, maire de 2012 à 2016
- Shonisani Sinyosi, maire de aout 2016 à décembre 2018
- Samuel Munyai, maire depuis décembre 2018